# Attentats de Warrington
Les attentats de Warrington sont un double attentat à la bombe commis par l'IRA provisoire le 20 mars 1993 à Warrington en Angleterre, tuant deux enfants (Johnathan Ball, 3 ans, et Tim Parry, 12 ans) et blessant 56 personnes.
L'IRA provisoire avertit les Samaritans (en) (une association caritative) de l'imminence de l'explosion à 11 h 58. Imprécis et tardifs, ces avertissements ne permettent aucune évacuation de la zone. Les bombes explosent à 12 h 12 GMT dans Bridge Street, près du centre commercial du Golden Square.

## Hommages
Les parents d'un des enfants tués par l'attentat (âgé de 12 ans) mènent par la suite une campagne pour la paix en Irlande du Nord. En 2000 est ouvert le Tim Parry-Johnathan Ball Young People's Centre, géré par la National Society for the Prevention of Cruelty to Children (en) et le Tim Parry-Johnathan Ball Trust.
La chanson Zombie, du groupe The Cranberries rend hommage aux deux garçons tués par l'IRA Provisoire le 20 mars 1993, lors de ces attentats.